# Apaj
Apaj je velká vesnice v Maďarsku v župě Pest, spadající pod okres Ráckeve. Nachází se asi 8 km severozápadně od Kunszentmiklósu. Žije zde přibližně 1 100 obyvatel. Dle údajů z roku 2011 je tvoří 81,1 % Maďaři, 0,2 % Němci a 0,2 % Romové.
Sousedními vesnicemi jsou Bugyi, Délegyháza, Dömsöd, Kiskunlacháza, Kunpeszér a Taksony, sousedními městy Dunaharaszti a Kunszentmiklós.